# Rick Smith (hockeista su ghiaccio)
Richard Allan Smith (Hamilton, 29 giugno 1948) è un ex hockeista su ghiaccio canadese.
Nel corso della carriera ha militato nella National Hockey League e nella World Hockey Association.

## Carriera
Smith crebbe a livello giovanile nella OHA vestendo per tre stagioni la maglia degli Hamilton Red Wings dal 1965 al 1968. In occasione dell'NHL Amateur Draft 1966 fu scelto dai Boston Bruins in settima posizione assoluta.
Nella stagione 1968-69 esordì nella National Hockey League giocando 48 gare di stagione regolare con i Bruins e debuttando nei playoff. Nella stagione successiva la squadra di Boston conquistò la Stanley Cup guidata dal compagno di reparto Bobby Orr. Smith rimase con i Bruins fino al febbraio del 1972, quando si trasferì ai California Golden Seals.
Nel 1973 accetto la proposta per andare a giocare nella World Hockey Association con i Minnesota Fighting Saints, guadagnandosi un anno più tardi la partecipazione all'All-Star Game. Nel febbraio del 1976 la franchigia si sciolse e Smith riuscì a ritornare nella NHL con i St. Louis Blues. Nel mese di dicembre dello stesso anno fece ritorno ai Boston Bruins, arrivando nel 1977 e nel 1978 alle finali dove furono sconfitti entrambe le volte dai Montreal Canadiens.
Smith si ritirò dall'hockey giocato al termine della stagione 1980-81, giocata con i Detroit Red Wings e i Washington Capitals.

## Palmarès

### Club
- Stanley Cup: 1

Boston: 1969-1970

### Individuale
- WHA All-Star Game: 1

1974
- OHA Second All-Star Team: 2

1966-1967, 1967-1968